# Resolutie 1204 Veiligheidsraad Verenigde Naties
Resolutie 1204 van de Veiligheidsraad van de Verenigde Naties werd unaniem door de VN-Veiligheidsraad aangenomen op 30 oktober 1998.

## Achtergrond
Begin jaren 70 ontstond een conflict tussen Spanje, Marokko, Mauritanië en de Westelijke Sahara zelf over de Westelijke Sahara dat tot dan in Spaanse handen was. Marokko legitimeerde zijn aanspraak op basis van historische banden met het gebied. Nadat Spanje het gebied opgaf bezette Marokko er twee derde van. Het land is nog steeds in conflict met Polisario dat met steun van Algerije de onafhankelijkheid blijft nastreven. Begin jaren 90 kwam een plan op tafel om de bevolking van de Westelijke Sahara via een volksraadpleging zelf te laten beslissen over de toekomst van het land. Het was de taak van de VN-missie MINURSO om dat referendum op poten te zetten. Het plan strandde later echter door aanhoudende onenigheid tussen de beide partijen waardoor ook de missie nog steeds ter plaatse is.

## Inhoud

### Waarnemingen
- Herinnert aan zijn vorige resoluties over de Westelijke Sahara.
- Wil de partijen helpen om de kwestie vreedzaam op te lossen.
- Wil ook een eerlijke volksraadpleging over zelfbeschikking houden.
- Verwelkomt het rapport van de secretaris-generaal met zijn opmerkingen en aanbevelingen.
- Verwelkomt ook de intentie van Marokko om mee te werken aan de uitvoering van die voorstellen.

### Handelingen
De Veiligheidsraad verlengde de MINURSO-missie tot 17 december. De technische ondersteuningseenheid kon nog steeds niet volledig operationeel worden en er moest snel een status of forces-akkoord komen om militaire eenheden te kunnen inzetten. MINURSO zou tegen 1 december en lijst van stemgerechtigden publiceren. De Raad steunde ook een verhoging van het personeel van de identificatiecommissie (van stemgerechtigden) van 18 tot 25.
De hoge commissaris voor de Vluchtelingen ging de partijen een protocol toesturen in verband met de terugkeer van vluchtelingen. Marokko was akkoord gegaan de aanwezigheid van de UNHCR te formaliseren en Polisario zou de preregistraties in de vluchtelingenkampen hervatten. Aan beide partijen werd gevraagd de UNHCR toe te staan de terugkeer van de vluchtelingen voor te bereiden.

## Verwante resoluties
- Resolutie 1185 Veiligheidsraad Verenigde Naties
- Resolutie 1198 Veiligheidsraad Verenigde Naties
- Resolutie 1215 Veiligheidsraad Verenigde Naties
- Resolutie 1224 Veiligheidsraad Verenigde Naties (1999)

Lijst ·  1147 ·  1148 ·  1149 ·  1150 ·  1151 ·  1152 ·  1153 ·  1154 ·  1155 ·  1156 ·  1157 ·  1158 ·  1159 ·  1160 ·  1161 ·  1162 ·  1163 ·  1164 ·  1165 ·  1166 ·  1167 ·  1168 ·  1169 ·  1170 ·  1171 ·  1172 ·  1173 ·  1174 ·  1175 ·  1176 ·  1177 ·  1178 ·  1179 ·  1180 ·  1181 ·  1182 ·  1183 ·  1184 ·  1185 ·  1186 ·  1187 ·  1188 ·  1189 ·  1190 ·  1191 ·  1192 ·  1193 ·  1194 ·  1195 ·  1196 ·  1197 ·  1198 ·  1199 ·  1200 ·  1201 ·  1202 ·  1203 ·  1204 ·  1205 ·  1206 ·  1207 ·  1208 ·  1209 ·  1210 ·  1211 ·  1212 ·  1213 ·  1214 ·  1215 ·  1216 ·  1217 ·  1218 ·  1219